# Absturz (Entwässerung)
Ein Absturz ist im Bauwesen und in der Abwassertechnik ein Höhenversatz in einer Kanalisation. Mündet unterirdisch eine höher liegende Leitung in eine tiefer liegende, so kann ein punktueller senkrechter Absturz dazu dienen, diese Höhendifferenz zu überwinden. Häufig werden Abstürze im Zusammenhang mit schachtformigen Bauwerken realisiert. Man spricht dann von einem Absturzschacht oder Absturzbauwerk.

## Technischer Hintergrund
Die Europäische Norm EN 752, Entwässerungssysteme außerhalb von Gebäuden warnt vor den Folgen von zu großen Fließgeschwindigkeiten in Abwasserkanälen bei großem Gefälle. Die Norm weist auf die Bedeutung von Absturzbauwerken und Absturzschächten hin, dadurch ließen sich „Abwasserkanäle mit großem Gefälle vermeiden“.
Liegende Abwasserleitungen dürfen kein größeres Gefälle als 1:20 haben. Nur so ist ein sicheres Leerlaufen der Leitung gewährleistet. Bei größerem Gefälle und damit erhöhter Fließgeschwindigkeit würden sich flüssige und feste Bestandteile trennen und die Feststoffe die Leitung zusetzen. Bei großen Höhenunterschieden, die nicht unter Beachtung des Maximalgefälles realisiert werden können, werden Gefällestrecken (≥ 45°) eingebaut, auf denen keine Ablagerungen möglich sind.
Bei der Grundstücksentwässerung von Gebäuden liegt die private Grundleitung oft beträchtlich höher als der öffentliche Abwasserkanal im Straßenkörper. Daher wird häufig ein Absturz vorgesehen, um das tiefere Niveau des Abwasserkanals zu erreichen. Oft geschieht dies im Zusammenhang mit einem Kontrollschacht zwischen Gebäude und Straße, in der Nähe der Grundstücksgrenze. Dieser Schacht wird dann als Absturzschacht ausgeführt.
Aufgrund von Turbulenzerscheinungen kann es in Absturzbauwerken zu erhöhten Geruchsemissionen kommen.

## Ausführungen
Je nach Lage des Absturzes bezogen auf einen Schacht spricht man auch von einem außen- bzw. innenliegenden Absturz. Während außenliegende Abstürze im Erdreich neben dem Schacht montiert werden, liegen innenliegende Abstürze innerhalb eines Schachtes.
Da Entwässerungsanlagen in der Regel unter der Verwendung genormter Formteile erstellt werden, gibt es auch für die Ausbildung von Abstürzen vorgefertigte Lösungen. Besondere Aufmerksamkeit muss der Zugänglichkeit zu Wartungszwecken geschenkt werden, da ein Absturz für Reinigung und Inspektionen ein potentielles Hindernis ist. An seinem oberen Punkt muss eine Revisionsöffnung vorgesehen werden, um gegebenenfalls eine Reinigung der abknickenden Leitung zu gewährleisten. Dies ist in vorgefertigten Lösungen bereits integriert.
Angepasst an die unterschiedlichen Einbausituationen, Absturzhöhen und Materialien gibt es spezielle Ausformungen der Abstürze. Um bei größeren Höhen die Absturzgeschwindigkeit ggf. zu vermindern und negative Strömungseffekte zu verhindern gibt es Abstürze mit einem seitlich versetzten Zufluss, sodass das Abwasser sich an der Wand der (senkrechten) Rohrleitung entlang in einem Wirbel nach unten dreht und die Geschwindigkeit durch die innere Verwirbelungen am Auslauf stark abnimmt.

## Normen und Standards
- DIN 18306 – Entwässerungskanalarbeiten
- DIN 4032	–	Betonrohre und Formstücke (nicht mehr gültig)
- DIN V 1201     –       Schächte aus Beton, Stahlfaserbeton und Stahlbeton
- ATV – DVWK – Arbeitsblatt – A 157, November 2000, Bauwerke der Kanalisation:
- DIN V 4034	–	Schächte aus Beton- und Stahlbetonfertigteilen
- DIN 4045	–	Abwassertechnik; Begriffe
- DIN 16928	–	Rohrleitungen aus thermoplastischen Kunststoffen; Rohrverbindungen,            Rohrleitungsteile, Verlegung, Allgemeine Richtlinien
- DIN 19534	–	Rohre und Formstücke aus weichmacherfreiem Polyvinylchlorid (PVC-U) mit Steckmuffe für Abwasserkanäle und -leitungen
- DIN 19850	–	Faserzementrohre, -formstücke und Schächte für erdverlegte Abwasserkanäle
- DIN EN 295	–	Steinzeugrohre und Formstücke sowie Rohrverbindungen für Abwasserleitungen
- DIN EN 588	–	Faserzementrohre für Abwasserleitungen und -kanäle
- DIN EN 752	–	Entwässerungssysteme außerhalb von Gebäuden
- DIN EN 1401	–	Kunststoff-Rohrleitungssysteme für erdverlegte drucklose Abwasserkanäle und -leitungen – Weichmacherfreies Polyvinylchlorid (PVC-U)
- DIN EN 1916	–	Rohre und Formstücke aus Beton, Stahlfaserbeton und Stahlbeton
- DIN EN 1917	–	Schächte aus Beton, Stahlfaserbeton und Stahlbeton